# Emmy Bridgwater
Emma Frith Bridgwater, nota come Emmy Bridgwater (Birmingham, 10 novembre 1906 – Solihull, 13 marzo 1999), è stata un'artista, pittrice e poetessa britannica legata al movimento surrealista.

## Biografia
Nacque nel quartiere esclusivo Edgbaston di Birmingham, terza figlia di un revisore contabile metodista.
Dal 1922 l'interesse precoce dimostrato per la pittura e per il disegno la indussero a frequentare per tre anni la Birmingham School of Art, dove si avvalse dell'insegnamento dell'artista britannico Bernard Fleetwood-Walker. In seguito Emmy si iscrisse presso una scuola d'arte di Oxford, mantenendosi agli studi con un lavoro di segretaria.
Nel 1936 partecipò alla London International Surrealist Exhibition presso le New Burlington Galleries di Londra, dove ebbe occasione di conoscere Conroy Maddox, John Melville e Robert Melville, ossia le figure chiave dei Surrealisti di Birmingham, il gruppo di artisti e di intellettuali aderenti al Surrealismo che ebbe la propria sede a Birmingham tra gli anni trenta e gli anni cinquanta. Questo incontro portò Bridgwater a mutare radicalmente la propria concezione estetica.
Entrata a far parte del gruppo, espose insieme agli altri membri fino alla fine degli anni trenta, e mantenne costantemente il legame con Birmingham anche quando, tra il 1936 ed il 1937, studiò presso la Grosvenor School of Modern Art di Londra, dove espose presso la London Gallery grazie all'intercessione di Robert Melville.
All'inizio degli anni quaranta Emmy Bridgwater si unì ufficialmente al Gruppo surrealista britannico, che aveva contribuito all'organizzazione dell'esposizione surrealista internazionale di Londra del 1936 e di cui faceva parte anche Eileen Agar. Durante buona parte del decennio successivo Bridgwater contribuì a numerose pubblicazioni surrealiste internazionali, collaborando con gli artisti del gruppo. Ad alcuni di essi era legata da profonda amicizia; ebbe anche una breve ma intensa relazione con Toni del Renzio, artista e scrittore italo-russo, che per qualche tempo fu leader del gruppo stesso.
Nel 1942 organizzò la sua prima mostra personale presso la Modern Gallery di Jack Bilbo e nel 1947 fu scelta da André Breton insieme ad altri cinque artisti inglesi per la Exposition Internationale du Surrealisme alla Galerie Maeght di Parigi, l'ultima mostra internazionale del gruppo surrealista capolista.
Dalla fine degli anni quaranta l'impegno di prestare assistenza alla madre anziana ed alla sorella disabile divenne sempre più pressante, tale da spingere infine Emmy a trasferirsi nel 1953 a Stratford-upon-Avon e sospendere l'attività artistica per dedicarsi a tempo pieno alla sua famiglia.
Dagli anni settanta e nei decenni successivi riprese la propria attività artistica, producendo prevalentemente collage, e ripropose le opere giovanili attraverso numerose retrospettive.
Smise di lavorare verso la metà degli anni ottanta, e si spense a Solihull nel 1999.

## L'arte di Bridgwater
L'incontro con i surrealisti del gruppo di Birmingham influenzò la produzione artistica di Emmy Bridgwater, impregnandola di esplorazioni dei lati più nascosti del subconscio ed arricchendola spesso con gli automatismi propri della tradizione surrealista. Negli anni trenta e quaranta produsse principalmente dipinti e disegni a penna ed inchiostro, ritraendo uccelli, uova, foglie, frutti spesso ambientati in paesaggi onirici e cupi. A partire dagli anni settanta utilizzò la tecnica del collage.
Toni del Renzio scrisse dei suoi dipinti: "We do not see these pictures. We hear their cries and are moved by them. Our own entrails are drawn painfully from us and twisted into the pictures whose significance we did not want to realise (Non vediamo questi quadri. Sentiamo le loro grida e ne siamo toccati. I nostri visceri vengono strappati dolorosamente ed intrecciati nei quadri del cui significato non vogliamo renderci conto)."
Robert Melville individuò nei quadri di Bridgwater "the saddening, half-seen 'presences' encountered by the artist on her journey through the labyrinths of good and evil ... although they are dreamlike in their ambiguity they are realistic documents from a region of phantasmal hopes and murky desires where few stay to observe and fewer still remain clear-sighted (le rattristanti, semi-velate 'presenze' incontrate dall'artista durante il suo viaggio attraverso i labirinti del bene e del male ... sebbene fantastici nella loro ambiguità, si tratta di documenti realistici provenienti da una regione di speranze illusorie e desideri oscuri dove pochi restano ad osservare ed ancora meno riescono a rimanere lucidi)."
Il suo necrologio in The Independent rese onore ai suoi dipinti: "Her paintings show an ability to enter a personal dream world and transform the visions she experienced there into bold, unselfconscious, emotionally charged landscapes which more often than not strike into the very depths of one's mind. Using a limited palette and painting thickly, she was able to bring together seemingly unrelated objects which she used to fill desolate landscapes, giving the paintings a narrative quality of her own making (I suoi quadri mostrano l'abilità di entrare nel proprio mondo dei sogni e trasformare le visioni oniriche in paesaggi vividi, inconsapevoli, pregni di emotività che si configgono nella profondità della mente. Con pochi e densi colori riuscì a mettere insieme oggetti apparentemente disgiunti con cui allestiva paesaggi desolati, conferendo ai dipinti una qualità narrativa tutta personale)."
Michel Remy, docente di storia dell'arte presso l'Università di Nizza ed autore del Surrealism in Britain, definì l'influenza di Bridgwater "of the same importance to British surrealism as the arrival of Dalí in the ranks of the French surrealists (di un'importanza nei confronti del surrealismo britannico pari a quella che ebbe Dalì nei confronti dei surrealisti francesi)."
L'aver gravitato fra Birmingham e Londra rese Bridgwater un collegamento molto importante fra gli artisti surrealisti delle due città.

## Esposizioni
- 1937 - The Birmingham Group, Lucy Wertheim Gallery, Londra
- 1938 - The Birmingham Group, Birmingham Museum and Art Gallery, Birmingham
- 193? - London Gallery, Londra
- 1939 - As We See Ourselves, Chapman Galleries, Birmingham
- 1942 - Emmy Bridgwater (mostra personale), Modern Gallery, Londra
- 1947 - Coventry Art Circle Exhibition, Coventry
- 1947 - Exposition Internationale du Surrealisme, Galerie Maeght, Parigi
- 1948 - Coventry Art Circle Exhibition, Coventry
- 1949 - Birmingham Artists Committee Invitation Exhibition, Royal Birmingham Society of Artists, Birmingham
- 1951 - Coventry Art Circle Exhibition, Coventry
- 1971 - Britain's Contribution to Surrealism of the 30's and 40's, Hamet Gallery, Londra
- 1982 - Peinture Surrealiste en Angleterre 1930-1960: Les Enfants d'Alice, Galerie 1900-2000, Parigi
- 1985 - A Salute to British Surrealism 1930-1950, The Minories, Colchester; Blond Fine Art, London and Ferens Art Gallery, Hull
- 1985 - British Woman Surrealists, Blond Fine Art, Londra
- 1986 - Surrealism in England 1936 and after, Herbert Read Gallery, Canterbury
- 1986 - Contrariwise, Surrealism in Britain 1930-1936, Glynn Vivian Art Gallery, Swansea
- 1986 - Surrealism in Britain in the Thirties: Angels of Anarchy and Machines for Making Clouds, Leeds City Art Gallery, Leeds
- 1987 - Surrealismi, Retretti Art Centre, Suomi, Finlandia
- 1988 - I Surrealisti, Palazzo Reale, Milano
- 1989 - Die Surrealisten, Schirn Kunsthalle, Francoforte sul Meno
- 1989 - British Surrealism, Blond Fine Art, Londra
- 1990 - Emmy Bridgwater, Blond Fine Art, Londra
- 1991 - The Birmingham Surrealist Group, John Bonham Murray Feely Fine Art, Londra
- 1992 - Ten Decades - Ten Women Artists born 1897-1906, Norwich Gallery
- 1992 - The Foundations of Behaviour, John Bonham Murray Feely Fine Art, Londra
- 1995 - Real Surreal: British and European Surrealism, Wolverhampton Art Gallery
- 1996 - Emmy Bridgwater/Conroy Maddox: The Last Surrealists, Blond Fine Art, Londra
- 1996 - The Inner Eye, National Touring Exhibition[1]